# Heliopetes laviana
Heliopetes laviana es una mariposa de la familia Hesperiidae. Se encuentra desde Argentina a través de Centroamérica y el norte de México hasta el sur de Texas. Algunos ejemplares llegan hasta el sur de Arizona y en el centro y norte de Texas. El hábitat consta de bordes de áreas con matorrales, senderos, bordes de caminos, bosques abiertos, bosques de espinos y riberas de arroyos.
La envergadura es de 35 a 42 mm. La parte superior de los machos es blanca con marcas oscuras a lo largo de los márgenes exteriores de las alas. Las hembras tienen marcas más anchas que los machos y también tienen bases de alas grises. La parte inferior de las alas traseras tiene una mancha gris oliva en el tercio exterior que está muy separada del área media más pálida. 
El área basal oscura contiene un parche triangular pálido. Hay varias generaciones por año en el sur de Texas. Los adultos se alimentan de néctar de flores. Las larvas se alimentan de las hojas de varias malvas, incluidas las especies Sphaeralcea, Sida y Abutilon. Viven en un nido de hojas dobladas.

## Subespecie
- Heliopetes laviana laviana (Texas, Arizona, México, Nicaragua, Colombia)
- Heliopetes laviana leca (Butler, 1870) (Venezuela)